# دزيتشة (برزاوند)
دزیتشة (بالفارسية: دیزیچه) هي منطقة سكنية تقع في إيران في أصفهان. يقدر عدد سكانها بـ 66 نسمة .